# Temperaturni koeficient
Temperatúrni koeficiênt je izraz za dve sorodni fizikalni količini, ki označujeta, kako se s temperaturo spreminjajo mere telesa:
- kot temperaturni koeficient linearnega raztezka
- kot temperaturni koeficient prostorninskega raztezka

Obe količini sta tesno povezani. Temperaturni koeficient prostorninskega raztezka lahko izmerimo za vse snovi v kondenziranem stanju (kapljevine in trdnine). Temperaturni koeficient linearnega raztezka lahko izmerimo le pri trdninah, je pa pogostejši v tehnični rabi.

## Temperaturni koeficient prostorninskega raztezka
Temperaturni koeficient prostorninskega raztezka (oznaka β) je snovna konstanta, ki pove, za kolikšen delež se poveča ali zmanjša prostornina dane množine snovi, če jo segrejemo ali ohladimo za temperaturo 1 K:
{\displaystyle \beta ={\frac {1}{V}}\left({\frac {dV}{dT}}\right)_{p}}
Pri tem je V prostornina, T temperatura, indeks p pa označuje, da gre za spremembo pri stalnem tlaku. Do raztezanja kristalov pride le, če medatomski potencial v kristalu odstopa od harmoničnega, medtem ko za idealni harmonični potencial ne pride do raztezanja.

## Temperaturni koeficient linearnega raztezka
Pri načrtovanju velikih struktur, pri geodetskem merjenju na terenu, pa tudi pri načrtovanju kalupov za ulivanje je treba upoštevati temperaturno raztezanje in krčenje snovi. V tehniki se navadno rabi temperaturni koeficient linearnega raztezka (oznaka α), ki pove, za kolikšen delež se spremeni dolžina l danega telesa, če ga segrejemo ali ohladimo za 1 K:
{\displaystyle \alpha ={\frac {1}{l}}{\frac {dl}{dT}}}
Temperaturni koeficient linearnega raztezka navadno navajajo v milijoninkah na stopinjo Celzija. Vrednosti za nekatere pogoste snovi: (10^-6 K^-1)
| aluminij                   | 25   |
| baker                      | 17   |
| jeklo                      | 13   |
| kremen, taljeni            | 0,59 |
| medenina                   | 19   |
| platina                    | 9    |
| silicij                    | 3    |
| steklo                     | 9    |
| steklo, ognjevarno (Pyrex) | 4    |
| volfram                    | 4,5  |
| zlato                      | 14   |
| železo                     | 12   |

Za večino snovi je temperaturni koeficient linearnega raztezka približno 1/3 temperaturnega koeficienta prostorninskega raztezka.

## Uporaba
Temperaturno raztezanje snovi se izkorišča za merjenje temperature, npr. v živosrebrnem termometru ali bimetalu.